# Pleioceras orientale
Espèce
Statut de conservation UICN

 VU D2 : Vulnérable
Pleioceras orientale est une espèce de plantes à fleurs du genre Pleioceras de la famille des Apocynaceae.